# Amar Memić
Amar Memić, né le 20 janvier 2001 à Sarajevo, est un footballeur international bosnien qui évolue au poste d'ailier au Viktoria Plzeň.

## Biographie

### Carrière en club
Formé à Radnik Hadžići, Memić commence sa carrière professionnelle le 8 août 2020 contre Travnik, à 19 ans, et marque son premier but le 6 septembre lors d’un succès face au FK Igman Konjic. Lors de cette première saison, il totalise 27 matchs et cinq buts en championnat de Bosnie de deuxième division.
En juillet 2021, il s’engage avec NK Bravo, en deuxième division slovène. Il y atteint la finale de la Coupe de Slovénie 2021-2022, perdue contre le FC Koper.
Il est transféré en août 2022 à Karviná, en Tchéquie. Il devient rapidement un titulaire avec l’équipe, participant à la montée en première division tchèque en 2022-2023.
Le 27 décembre 2024, il signe un contrat de trois ans avec le Viktoria Plzeň qui prend effet en janvier 2025}. Il fait ses débuts le 3 février 2025 contre le Sigma Olomouc, et marque son premier but pour le club le 2 mars suivant contre le Mladá Boleslav.

### En sélection
Memić obtient sa première cape en équipe de Bosnie-Herzégovine le 21 mars 2025, en éliminatoires de la Coupe du Monde 2026 face à la Roumanie. Il entre en jeu à la place d'Armin Gigović pour une victoire de son équipe un à zéro.

## Palmarès

### En club
| NK Bravo - Coupe de Slovénie : - Finaliste en 2022 |  | MFK Karviná - Championnat de Tchéquie D2 : - Champion en 2022-2023 |  | Viktoria Plzeň - Championnat de Tchéquie : - Vice-champion en 2024-2025. |